# Myropilla (obwód czerkaski)
Myropilla (ukr. Миропілля) – wieś na Ukrainie, w obwodzie czerkaskim, w rejonie zwinogródzkim, w hromadzie Sełyszcze. W 2001 liczyła 187 mieszkańców, wśród których 182 wskazało jako ojczysty język ukraiński, a 5 rosyjski.